# Saint-Front-la-Rivière

Saint-Front-la-Rivière este o comună în departamentul Dordogne din sud-vestul Franței. În 2009 avea o populație de 527 de locuitori.

## Evoluția populației
| An        | 1975 | 1982 | 1990 | 1999 | 2006 | 2009 |
| --------- | ---- | ---- | ---- | ---- | ---- | ---- |
| Populație | 586  | 541  | 559  | 543  | 534  | 527  |